# Freie Universität Warna

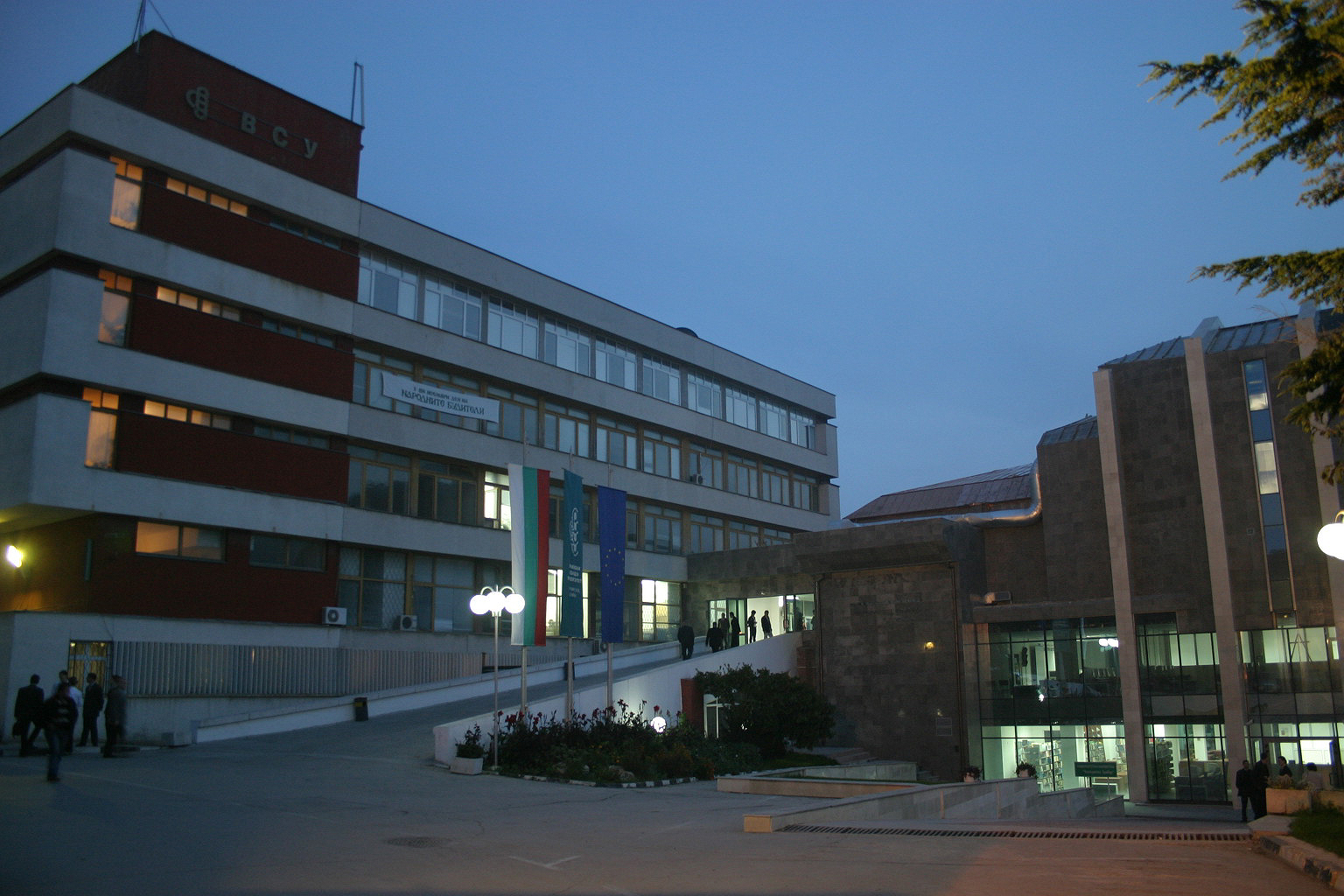
Freie Universität Warna

Die Varnaer Freie Universität Černorizec Hrabǎr ist die größte private Universität in Bulgarien mit Sitz in Varna. Sie befindet sich in der Nähe des Seebades Goldstrand.

## Geschichte
Die Universität wurde 1991 gegründet und mit einem Beschluss der 37. Volksversammlung vom 21. Juli 1995 der Hochschulstatus verliehen. Die Universität ist Mitglied im Netzwerk der Balkan-Universitäten.

## Akkreditierung und Zertifikate
Die VFU wurde nach dem internationalen Standard ISO 9001:2008 rezertifiziert und erhielt Anerkennungszertifikate von UKAS (Großbritannien) und der ANAB (USA).
Es ist die erste Universität in Bulgarien, die mit den DS Label, ECTS Label und HR von der Europäischen Exekutivagentur für Bildung und Kultur zur Europäischen Kommission zertifiziert wurde.

## Ausbildung
Die Universität bietet Präsenz-, Fern- und Distanzstudium in allen akademischen Graden an (Bachelor, Master und Doktor).
Die VFU legt jedes Jahr Stipendiatenprogramme auf und bietet finanzielle Förderung an, worauf sich sowohl die Schulabsolventen mit ausgezeichnetem Reifezeugnis als auch im Bereich der Theater- und Tanzkunst begabte Kinder und Sportler bewerben können.

## Campus
Auf dem Campus befinden sich ein Hörsaal- und ein Verwaltungsgebäude, Trainingszentren, das technologische Institut, die Bibliothek, das Zentrum für Euroqualifikation, das russische Zentrum, das Karrierezentrum, das medizinische Zentrum mit Balneologie, ein Restaurant, Cafés, Studentenheime, Parkplätze und Gartenanlagen.
Ein Teil des Campus ist auch die Universitätsfiliale in der Stadt Smoljan.
Pro Jahr werden 12000 Studenten in 82 Bachelor- und Masterstudiengängen ausgebildet. Es werden 20 akkreditierte Promotionsstudiengänge angeboten.

## Fakultäten
Die Universität bietet 35 Studiengänge innerhalb von 6 Fakultäten an:
- Sozial-, Wirtschafts-, und Rechtswissenschaften
- Mathematik, Informatik und Naturwissenschaften
- Ingenieurwissenschaften
- Gestaltung
- Sicherheitstechnik und Verteidigung
- Humanwissenschaften

## Lehrstühle
- Internationale Wirtschaft und Politik
- Verwaltung
- Informatik
- Rechtswissenschaften
- Sicherheit und Schutz
- Psychologie
- Architektur und Urbanistik
- Bauwesen
- Künste
- Departement für Fremdsprachen

## Filiale in Smoljan
- Fakultät Internationale Wirtschaft und Verwaltung
- Fakultät für Rechtswissenschaften
- Fakultät für Architektur